# Breadwinner

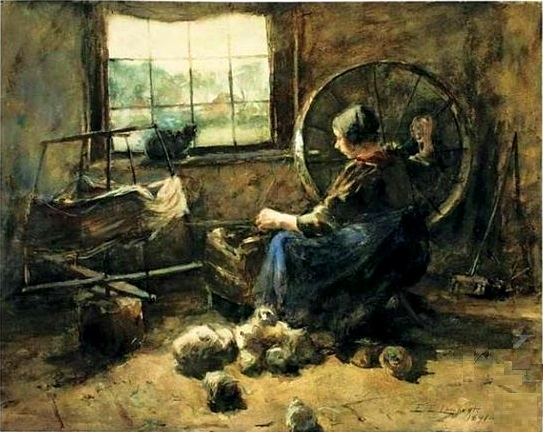
Emma Lampert Cooper, The Breadwinner (1891)

Breadwinner è un termine che individua un modello di sostentamento familiare sviluppatosi nel corso dei secoli dove il peso economico e del sostentamento dell'intera comunità grava su di un solo membro (e dove eventualmente gli altri membri hanno mera funzione sussidiaria). Nel corso dei secoli il modello ha avuto uno sviluppo quasi esclusivamente patriarcale, perlomeno nel sistema occidentale (basti pensare allo sviluppo delle società feudali o, anche rimanendo più vicini ai giorni nostri, alla società del XVIII e XIX secolo, dove la donna era fortemente subordinata). Negli ultimi trent'anni questo modello però ha mostrato una forte inversione di tendenza, ricollegandosi al fenomeno migratorio e sviluppandosi anche nell'ambito femminile, dove la donna migrante risulta essere la forza economica trainante della famiglia, svolgendo lavori come badante o impiegata. Tale situazione è da considerarsi estremamente diffusa nei paesi scandinavi ed in Belgio dove, nella quasi totalità delle famiglie migranti, la moglie possiede un reddito, mentre il marito no.

## Descrizione

### Madri breadwinner
Il modello breadwinner femminile, altrimenti noto come "madri breadwinner", si verifica quando la madre fornisce la principale fonte di reddito per la famiglia. Nel 1999 un censimento degli Stati Uniti affermò che "il 40% di tutte le famiglie con figli di età inferiore ai 18 anni include madri che sono l'unica o la principale fonte di reddito per la famiglia". Il 37% di queste "mamme breadwinner" erano madri sposate che hanno un reddito più alto dei loro mariti, e il 63% erano madri single.

### Vantaggi
Nel Regno Unito l'emergere della norma del breadwinner ha coinciso e ha contribuito a facilitare l'allontanamento dei bambini dalla forza lavoro. Nel 1821 circa il 49% della forza lavoro nazionale aveva meno di 20 anni. Nel corso del secolo sono state promulgate diverse leggi che limitano l'età in cui un bambino può entrare a lavorare e garantiscono standard obbligatori di istruzione. 
Storicamente, le famiglie che fanno affidamento sul potere di guadagno di un genitore hanno avuto un tasso di divorzio inferiore rispetto alle famiglie in cui entrambi i genitori esercitano un'attività lucrativa.
Con due genitori nella forza lavoro, c'è il rischio che un lavoro possa minare la vita familiare rispetto a quando lavora uno solo dei genitori, portando di conseguenza alla rottura del rapporto o pregiudicando la formazione familiare originale.
Uno studio del 2013 pubblicato sul New York Times ha rilevato che "i guadagni delle donne sul fronte economico possono contribuire a un declino nella formazione e nella stabilità dei matrimoni". Sebbene una ragione di ciò possa essere che le donne con maggiori guadagni e sicurezza economica hanno più libertà di lasciare matrimoni falliti, un'altra possibilità potrebbe essere che gli uomini siano più riluttanti a questo cambiamento nelle norme sociali.

### Svantaggi
Uno svantaggio associato è che "i regimi dei breadwinner maschili rendono le donne dipendenti nell'ambito della convivenza matrimoniale, specialmente quando hanno figli piccoli". Nelle società in cui è presente il modello del breadwinner, è comune per chi non guadagna (prevalentemente le donne) avere percorsi di carriera interrotti, fornendo lavoro non retribuito alla famiglia o lavorando a tempo parziale. Ciò contribuisce al fatto che, in media, le donne ottengono livelli di reddito una tantum inferiori rispetto agli uomini. Questa disparità di reddito può spesso portare ad un aumento dell'insicurezza finanziaria o della povertà (che colpisce prevalentemente le donne) se il rapporto fallisce. Un altro rischio è una maggiore esposizione a violenza domestica, che è stata associata alla mancanza di risorse indipendenti da parte di chi non guadagna. Uno studio del 2016 di UConn ha affermato inoltre che man mano che gli uomini si assumono maggiori responsabilità finanziarie per la loro posizione di breadwinner, il loro benessere psicologico e la loro salute diminuiscono.